# Gunnar Braito
Gunnar Braito (Bressanone, 25 giugno 1983) è un ex hockeista su ghiaccio italiano.

## Carriera

### Club
Cresciuto hockeisticamente nella squadra della sua città natale, l'HC Bressanone, ha giocato perlopiù in seconda (con la stessa squadra brissinese, tra il 2001 e il 2005, e con i Torino Bulls, l'Hockey Milano Rossoblu, l'HC Gherdëina, l'HC Merano Junior e i Vipiteno Broncos nella stagione 2012-2013) e terza serie (coi brissinesi nel biennio 2006-2008).
Ha fatto il suo esordio in massima serie nella stagione 2013-2014 con la maglia del Vipiteno Broncos, che lo hanno confermato anche per la stagione successiva, al termine della quale ha lasciato la squadra, per fare ritorno al Bressanone, squadra italiana che militava nel campionato carinziano.
Rimase ai Falcons anche dopo il ritorno, nell'estate del 2017, nella serie C italiana.

### Nazionale
Ha preso parte a due universiadi invernali: Innsbruck 2005 e Torino 2007.

## Palmarès

### Club
- Serie B: 1

Bressanone: 2003-2004